# Aristeus antennatus
La gamba roja (Aristeus antennatus) es una especie de crustáceo de la familia Aristeidae.

## Descripción
La gambas rojas suele medir entre 10 a 18 centímetros de longitud, pudiendo llegar a medir hasta 22 centímetros. En el caso de las hembras, poseen el rostro largo y puntiagudo, y su caparazón alcanza hasta los 62 mm de largo. En el caso de los machos su longitud llega hasta los 45 mm. Su cuerpo es de color rojo vivo, con bandas azuladas en el caparazón y bandas claras en el abdomen, que le dan un aspecto listado. El rostro de esta gamba presenta tres dientes en el borde dorsal y ninguno en el borde ventral.

## Distribución y hábitat
Se distribuye ampliamente y es pescado cotidianamente en el mar Mediterráneo. Suelen encontrarse a una profundidad de entre 100 y 3.300 m. También es posible encontrarlas en el mar Atlántico oriental entre Portugal y Cabo Verde.

## Alimentación
Se alimentan principalmente de moluscos bivalvos, consumiendo también otros crustáceos como Calocaris macandreae y anfípodos, así como poliquetos y ofiuroideos. Se suelen alimentar en el fondo marino, y los machos, especialmente los de mayor tamaño, arraigan más profundamente en el sustrato.

## Variedad de Garrucha

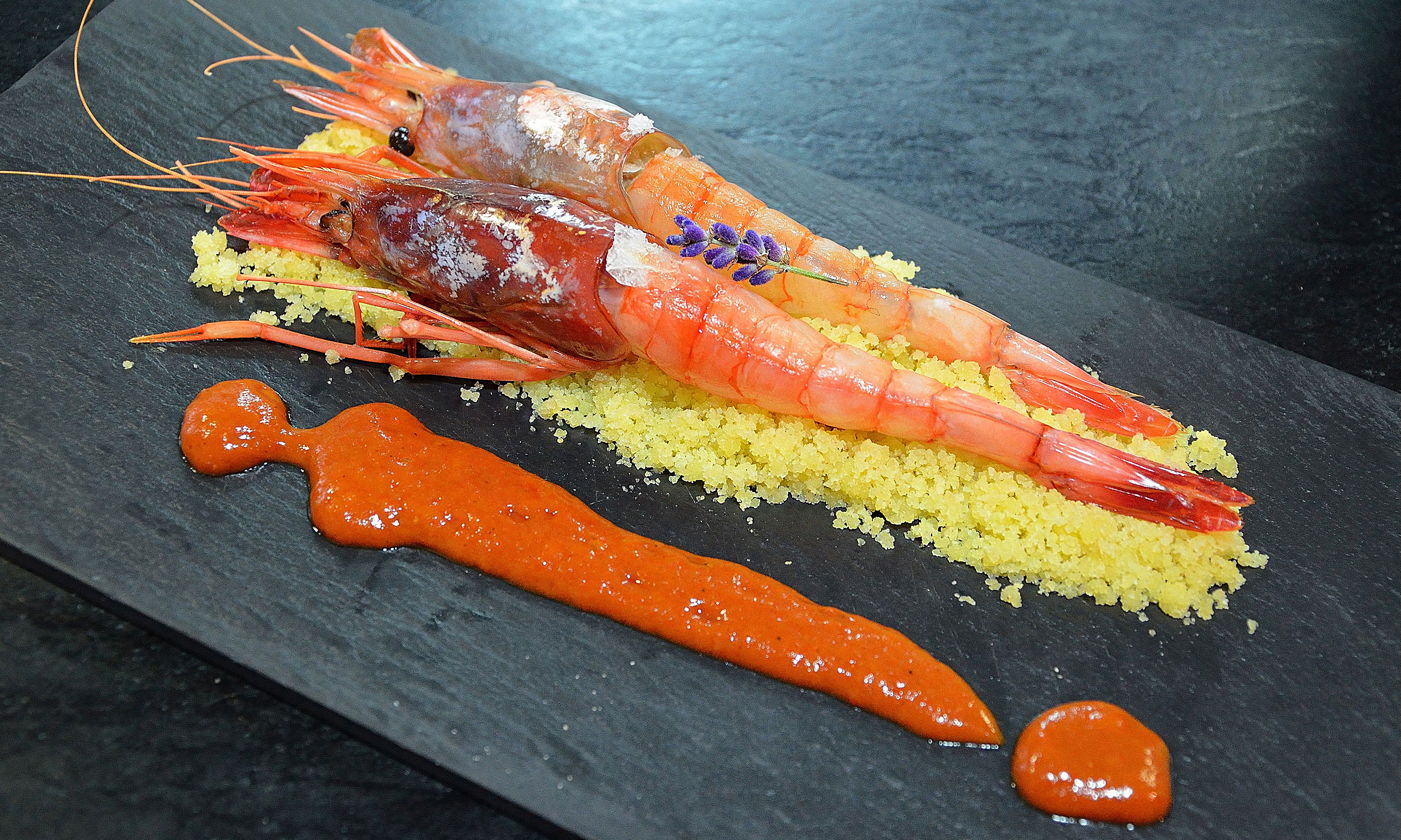
Gamba roja de Almería sobre Migas y Caldo quemao.

Esta variedad, conocida como Gamba de Garrucha o Gamba roja de Garrucha, se puede encontrar frente a la franja litoral del municipio de Garrucha, Provincia de Almería, y frente a las costas de la capital de Almería. Está considerada por diversos expertos y chefs de renombre como una de las mejores gambas rojas del mundo.
A diferencia de otras gambas rojas, la Gamba de Garrucha tiene un sabor más intenso, suele ser más grande, más roja y más brillante. Debido a su escasez, el precio de la Gamba de Garrucha oscila entre 40 y 130 euros el kilo dependiendo del tamaño.
A pesar de ser la misma especie y tener el mismo calibre que otras gambas del mediterráneo, existen determinadas diferencias. La explicación de sus elementos diferenciadores se le atribuye a la evolución de los caladeros por la pesca de arrastre durante décadas. Una flota de más de 20 barcos, a diario, durante más 60 años, consiguió cambiar el fondo marino alterando los elementos biológicos del mismo, propiciando un hábitat ideal para el fitoplancton. Esto produjo, unas condiciones únicas para alimentar a las gambas de esta área.
Debido a su escasez y su valor gastronómico, el precio de la Gamba de Garrucha ha sido siempre especialmente alto. A pesar de que esta gamba lleva pescándose en Garrucha desde finales de los años 50, en las últimas décadas este precio ha ido aumentado aún más debido a su creciente popularidad. En los últimos años el precio de la Gamba de Garrucha ha oscilado, dependiendo del tamaño del espécimen, entre 40 y 130 euros el kilo, llegando en algunos momentos a venderse hasta 225 euros el kilo.